# 王囊仙

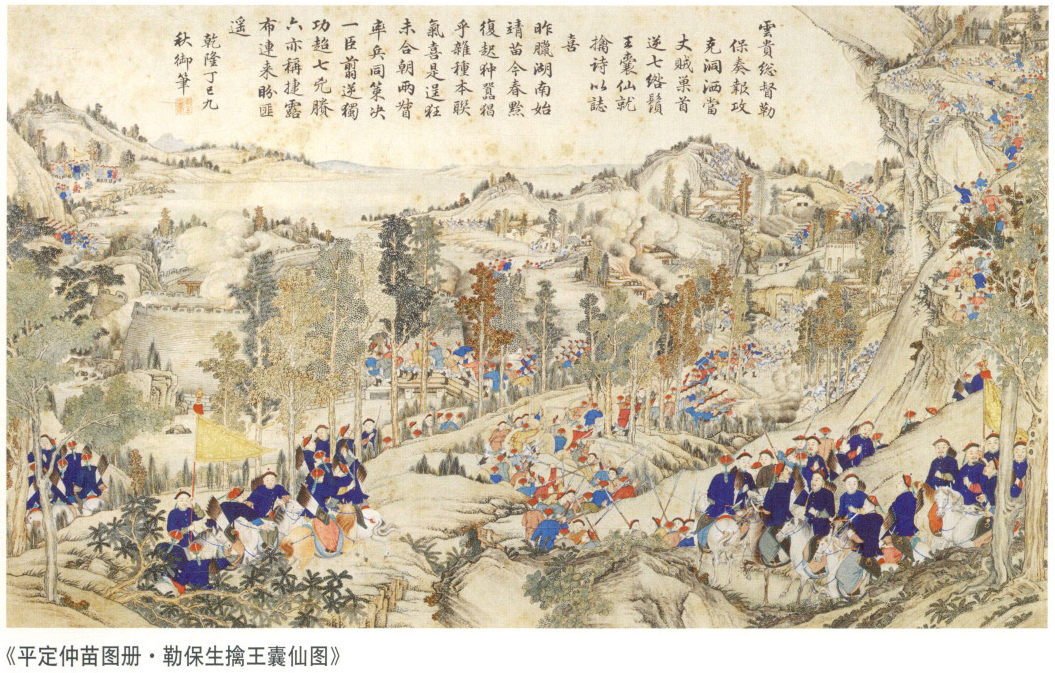
清军活捉王囊仙

王囊仙（1777年—1797年）女性，布依族，是清嘉慶時南籠布依族起事反清的領袖，兵敗後被擒，檻送北京，獻俘後凌遲處死。

## 生平
王囊仙本名王阿崇（又作阿從），自幼習武，能以巫術為人治病，以宗教形式組織布依族人民起義，民間稱為囊仙（布依語，意為仙姑）。于嘉慶二年正月初五（1797年）起事。眾推王囊仙，韋阿信為首領，號稱皇仙娘娘，年號仙大。其軍最多時達數十萬眾，義軍湧向普坪，縱火焚燒地主莊園。高呼“霧騰騰，燒普坪，南籠吃早飯，殺上雲南城”口号，攻下普坪直取府城南籠（今安龍），義军人多勢衆，嚇得知府曹廷奎撞牆自殺。二月中旬義軍攻下冊亨后，緊接着又攻下贞丰、兴仁、兴义，直撲紫雲、長順、惠水、織金等地，各地的布依族、苗族、彝族人民紛紛揭竿而起，直指省城貴陽。清廷派雲貴總督勒保前往鎮壓，五月又調廣西總督吉慶由廣西進擊，加上南籠各地地主在重金的鼓動下，相繼建立了三十九支地主武裝配閤鎮壓，使布依軍漸陷困境，逐步退守。勒保于六月解南籠圍，八月十五日攻陷布依軍根據地洞灑，當丈，生擒王囊仙等布依軍首領。用囚車押送北京，獻俘後由刑部審訊，最後於農曆十一月初七（1797年12月24日）將王囊仙凌遲處死，時年僅二十歲。

## 容貌
王囊仙的容貌在民間傳說中一致認為是年輕美貌。民間叙事長詩《王仙姑》中對她的容貌有生動的描写:“阿从（王囊仙小名）長大象花樣……長得更比山茶花漂亮。后園竹叶好看，没有阿从眉毛弯。盤江河水清又清，抵不上阿从眼睛明。”

## 武藝
王囊仙是否習武與臨陣作戰，有兩種不同說法。在勒保奏摺和王囊仙自己供詞中均未提到她習武及上陣殺敵
，但民間傳說均說王囊仙武藝高強，殺敵無數。在《興義府志》中記述見到她在女将環侍下指揮攻城
，在《中國少數民族文化大辭典》中稱她自幼習武，近年國內研究文章也說她臨陣作戰，奮勇當先。以一個青年女子行走江湖，又能組織武裝起事，會武藝應是可能的。但她的主要作用應是用宗教發動群眾，鼓舞士氣與堅定信心，在此點上上法國青年女英雄貞德有相似之處。

## 被擒經過
王囊仙被擒經過有多種不同說法。勒保奏摺中稱在清軍攻陷洞灑時，王囊仙見大勢已去，在內城舉火自焚，被都司王宏信等從火中將她（己燒傷）拖出生擒。在《興府縣誌》內則稱王囊仙是被郡人馬韜与張定邦，劉紫玉等共擒。近年周春元在《貴州古代史》中有關南籠布依族起義的的專著中則有不同說法。稱當勒保圍攻洞灑時，王囊仙奮勇當先，指揮義軍，包圍勒保軍。在王囊仙痛擊下，清軍大敗，勒保幾乎被擒，倉皇撤退。但義軍放鬆了警惕，以致當夜被勒保偷襲得手，“王，韋夢中驚醒，衣不及衣，赤身接戰”，結果王囊仙被土司龍躍之妹所擒（原文引自《興仁縣誌》。民間傳說《南籠兵反歌》中說在洞灑大戰時，王囊仙披甲率軍迎戰，首戰告捷。以後清軍用火攻擊潰義軍，王囊仙改裝男子脫走，被地主武裝識破，乘其不防將她生擒活捉，捆送大營。另一布依族民間長詩《王仙姑》則說是清軍逮捕了王囊仙父母，將她誘入城內。王囊仙殺傷多名清軍後負傷被擒（此說似不可信）。總之，王囊仙應是在洞灑之戰中兵敗被擒的。

## 押送進京
王囊仙被擒后檻送北京，清廷将她鐐銬加身，緊鎖囚車中，用重兵押送，還下令她經過各州縣的知府，知縣連同当地武官必需“親身接替受解，以貼慎重”。她每進出一省，總督，布政使還必需專折奏明她進出的日期及交接地點，可見對她的重視（見河南布政使吴璥十一月初四日《王囊仙過境日期專折》与直隶總督梁肯堂的《王囊仙入境日期專折》）。

## 凌遲處死
王囊仙之死無疑是以極刑凌遲處死的。按清朝刑律，對她這樣“謀反大逆”的重犯，凌遲是唯一的處死方法。史書上也說她與其他幾名布依軍領袖，“入都獻俘，盡磔之”。「磔」即指凌遲。可見這位青年女英雄之死必定是被凌遲處死。民間傳說《南籠兵反歌》中說她是在京城用五馬分屍的酷刑處死，似不可信。因清朝己無此刑，即或在邊遠地區會有法外施刑，在京城必不可能。

## 后续
起义失败后，四名首领被押到北京杀害示众，765名义军大小首领、1052名义军战士被清廷凌迟处死在南笼城郊。义军村寨成片成片变成废墟，白骨随处可见，百业凋蔽。此后，嘉庆清廷将南笼改名为兴义府，把义军的各式武器运往贵阳，铸成一根大铁柱，树立于贵阳甲秀楼旁。200多年后的今天，每年的三月三，洞洒村的村民都会进行祭山和纪念仙姑的活动。近年来，安龙县委、县政府结合旅游兴县规划，正在积极筹建新安镇洞洒民族历史文化村。